# 段玉明
段玉明（1958年—），四川成都人，四川大学道教与宗教文化研究所教授。
1982年7月毕业于四川大学历史系历史专业，1987年7月获四川大学中国古代史专业硕士学位，后获香港中文大学现代语言与文化系跨文化研究专业哲学博士。曾任云南省社会科学院历史研究所所长。

## 主要著作
《大理国史》、《西南寺庙文化》、《相国寺：在唐宋帝国的神圣与凡俗之间》、《指空：最后一位来华的印度高僧》等。